# ثيوبالد الثاني، كونت شامبانيا
ثيوبالد الثاني، كونت شامبانيا (1090 - 1152) كان كونت بلوا وشارتر كـ ثيوبالد الرابع من 1102، وكونت شامبانيا وبري كـ ثيوبالد الثاني. وأيضا ادعى بـ العظيم.
هو أبن الثاني لـ ستيفن الثاني، كونت بلوا وإديلا نورماندي وأيضا هو شقيق الأكبر لـ ستيفن ملك إنجلترا.

## الزواج
تزوج في 1123 من ماتيلدا من كارينثيا أبنة إنغلبرت، دوق كارينثيا؛ وانجبت له:-
1. هنري الأول، كونت شامبانيا؛[2] تزوج من ماري من فرنسا أبنة لويس السابع ملك فرنسا.
2. ثيوبالد الخامس، كونت بلوا؛[2] تزوج من سيبيلا، ثم من أليس من فرنسا شقيقة ماري.
3. إديلا، ملكة فرنسا؛[2] الزوجة الثالثة لـ ملك لويس السابع، ووالدة فيليب الثاني ملك فرنسا.
4. إيزابيلا، دوقة بوليا؛ بزواجها من روجر الثالث.
5. ماري، دوقة بورغندي؛ بزواجها من أودو الثاني.[3]
6. ويليام الأيادي البيضاء؛ كاردينال.[2]
7. ستيفن الأول، كونت سانسير؛ توفي في حصار عكا.[2]
8. أغنيس، كونتيسة بار؛ بزواجها من رينجنالد الثاني.[4]
9. مارغريت؛ راهبة.
10. ماتيلدا، كونتيسة بيرش؛ بزواجها من بوترو الرابع.[5]